# Kleiner Pounellenturm

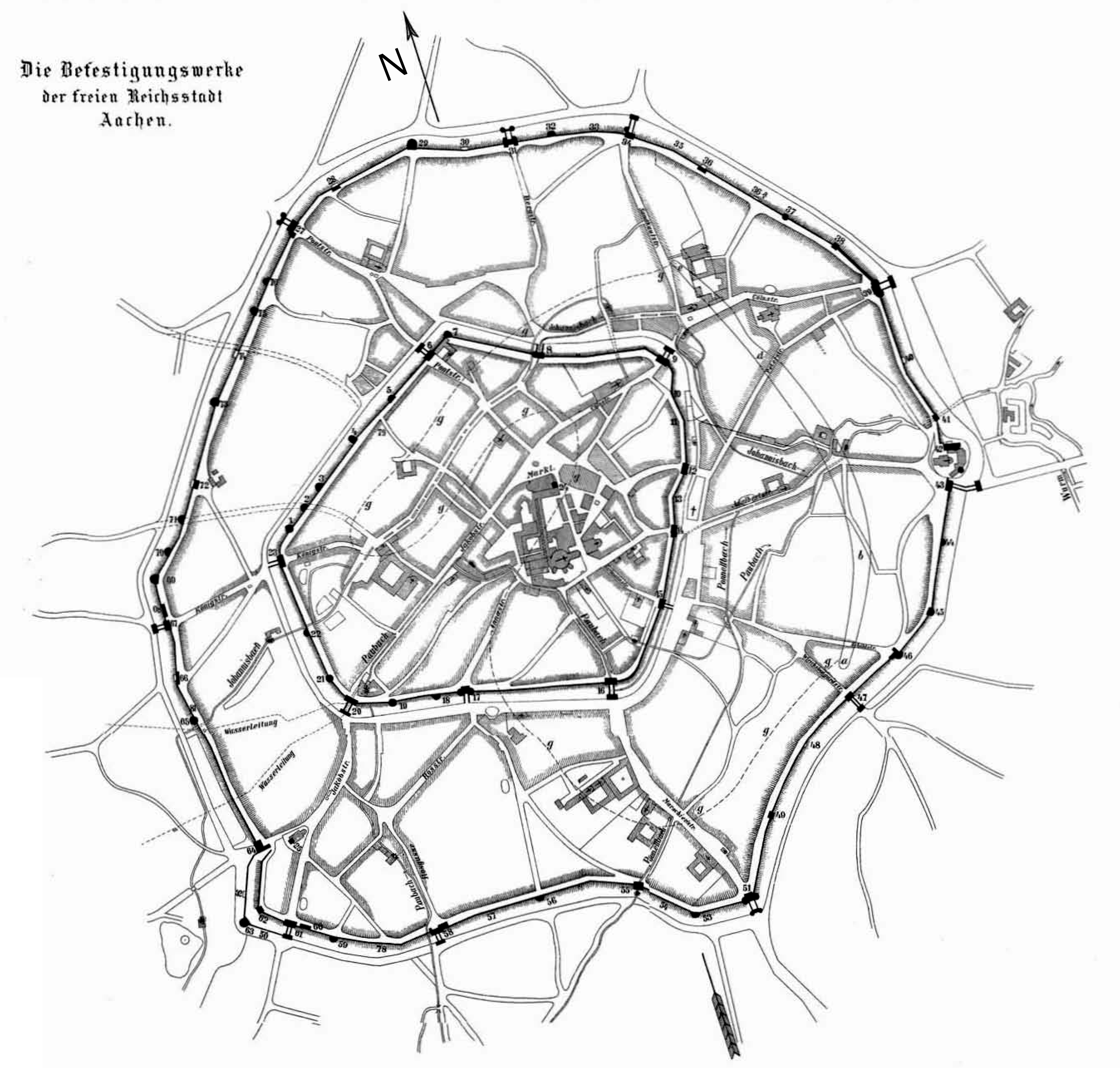
Overzicht van de vestingwerken in Aken. Nummer 53 is de Kleiner Pounellenturm.

De Kleiner Pounellenturm was een weertoren en maakte deel uit van de tussen 1257 en 1357 gebouwde buitenste stadsmuren van de Duitse stad Aken. De waltoren bestaat niet meer.

## Locatie
In de buitenste ringmuur stond de Kleiner Pounellenturm in het zuiden tussen de Marschiertor (in het oosten) en de Rostor (in het westen). Ze bevond zich nabij wat nu de Boxgraben is tussen de Franzstraße en de Karmeliterstraße in. Tussen de Kleiner Pounellenturm en de Marschiertor bevond zich alleen een erker van de Akense stadsmuren. Tussen de Kleiner Pounellenturm en de Rostor bevonden zich de Großer Pounellenturm, de Karlsturm en een van de wachthuizen van de Akense stadsmuren.
Op oude stadsgezichten werd de Kleiner Pounellenturm vaak foutief dicht bij de Großen Pounellenturm gesitueerd.
De naam van de toren was net als van de Großer Pounellenturm afkomstig van de toen bovengronds lopende beek Paunell, die onder de Großer Pounellenturm doorstroomde.

## Geschiedenis
De bouwdatum van de Kleiner Pounellenturm werd niet overgeleverd, maar werd vermoedelijk opgetrokken in de 13e of 14e eeuw aangezien in de periode van 1257 tot 1357 de buitenste stadsmuur gebouwd werd.
De toren wordt voor het eerst genoemd in een oorkonde uit 1696.
Aan het einde van de 18e eeuw werd de toren gesloopt.

## Beschrijving
Het grondvlak van de Kleiner Pounellenturm had de vorm van een halve cirkel met verlengde uiteinden. Hij had een breedte van 10,6 meter en een diepte van 7,2 meter. Het gebouw had slechts een verdieping met een half koepelgewelf die in de verlenging overging in een tongewelf. De muur had drie schietgaten, waarvan er twee zijdelings gericht waren op de gracht en de derde in het midden richting van de Marschiertor.
Het dak bestond uit een half kegeldak en ging over in een zadeldak. De spits van het kegeldak werd gesierd door een kogel.